# Академија наука и уметности Косова
Академија наука и уметности Косова (АНУК; алб. Akademia e Shkencave dhe e Arteve e Kosovës (ASHAK)), је основана на основу Закона о Академији наука САП Косова, 1978. године, у Приштини, који је донела Скупштина САП Косова („Службени лист САП Косово” бр. 24/78, 30/80. и 36/89). Настала је од Научног друштва Косова које је формирано 20. децембра 1975. Формирана је на основу Устава САП Косова из 1974. године, у време када је настала слична институција у САП Војводини (ВАНУ). Имала је четири одељења: Одељење за језичке и књижевне науке и уметности, Одељење за друштвене науке, Одељење за природне науке и Одељење за уметност.

## Историјат
АНУК је распуштен (као и ВАНУ), доношењем новог Закона о САНУ у Скупштини Републике Србије, 17. јула 1992. године, а члановима предложено да се сами појединачно пријаве као кандидати за САНУ. Тако није поступљено с академицима ВАНУ, они су (32 члана) само „пререгистровани” у САНУ и формирано је Одељење САНУ у Новом Саду. Међутим, од чланова АНУК-а само је мали број Срба „конкурисао” у САНУ, а једино је вајар Светомир Арсић Басара примљен.
Академици Албанци нису прихватили такву одлуку и своју делатност, у оквиру АНУК-а, наставили илегално. Штавише, у Ђаковици је формирана још једна Академија наука и уметности Косова.
Укидање АНУК-а је била једна од ординарних грешака Милошевићевог режима. Био је то још један окидач у односима Срби—Албанци који је само помогао да и друге албанске просветне, културне и научне институције на Косову и Метохији крену илегалним путем. После неколико година, узалуд је Београд нудио др Ибрахиму Ругови све уступке, па и да призна илегалне средњошколске и факултетске дипломе, и настави да финансира целокупну просветно-културну инфраструктуру у замену да Албанци признају надлежност Србије на територији Косова и Метохије.

## Председници
Председници АНУК-а, до распуштања су били:
- Есад Мекули (20.12.1975 - 29.01.1979), председник Научног друштва Косова, потом и АНУК-а
- Идриз Ајети (29.01.1979 - 11.05.1982)
- Дервиш Рожаја (11.05.1982 - 10.05.1984)
- Сурја Пуповци (11.05.1984 - 09.05.1986)
- Вукашин Вук Филиповић (09.05.1986 - 24.05.1990) и
- Муса Хаџију (24.05.1990 - 04.06.1992).

Вук Филиповић је у периоду 1988—1990. обављао и дужност председавајућег Савета академија наука и уметности СФРЈ.